# Constantin Gortchakov
Le prince Constantin Alexandrovitch Gortchakov (Константи́н Алекса́ндрович Горчако́в), né à Saint-Pétersbourg le 5 décembre 1841 et mort à Paris le 20 avril 1926, est un aristocrate russe qui fut vice-gouverneur de Kiev, Stallmeister (écuyer de la Cour) et conseiller secret. Il appartenait à l'illustre famille des princes Gortchakov.

## Biographie

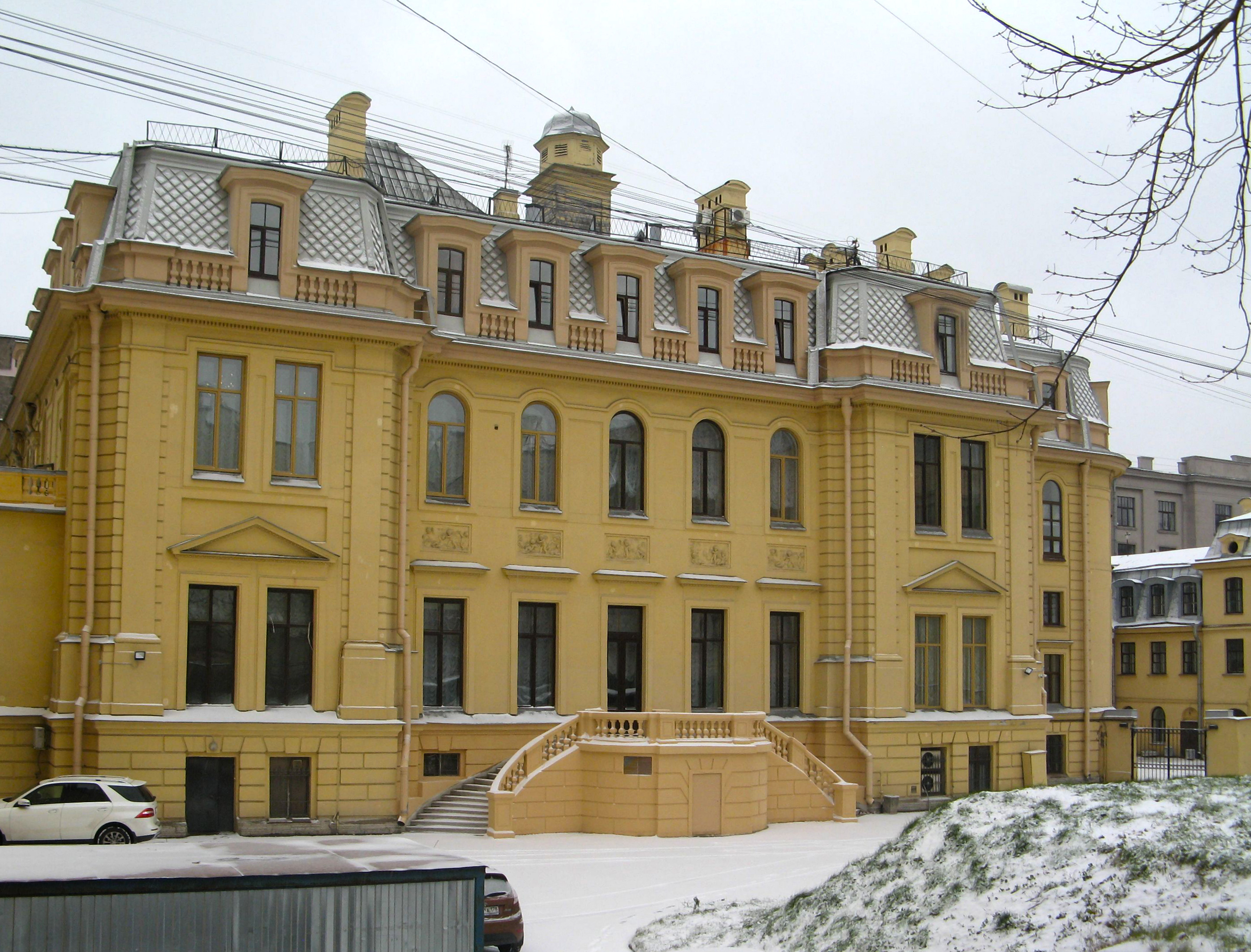
Façade arrière de l'hôtel particulier du prince à Saint-Pétersbourg (construit en 1893-1895).

Constantin Gortchakov est le fils cadet du prince Alexandre Gortchakov, diplomate et chancelier de l'Empire russe, et de son épouse née princesse Ouroussov. Il était propriétaire d'un magnifique hôtel particulier à Saint-Pétersbourg, au n° 17 de la rue Bolchaïa Monetnaïa, et d'un immense domaine dans le gouvernement de Poltava.
Il poursuit ses études à la faculté juridique de Saint-Pétersbourg. Il entra en service en 1863. L'année suivante, il reçoit son premier titre et poste à la cour, celui de Kammerjunker (gentilhomme de la chambre). Il fait partie de la liste des fonctionnaires du ministère des Affaires intérieures. En 1872, il accède à la fonction d'écuyer de la Cour. Du 29 avril 1877 au 1er novembre 1878, il fut vice-gouverneur de Kiev. En 1905, il accède au rang et au poste de Stallmeister (grand écuyer) de la Cour. D'après le comte de Witte, le prince Gortchakov est:« remarquablement bel homme et fait toujours attention à son apparence, jusqu'à ses dernières heures, mais en même temps c'est un homme antipathique au plus haut point. Il a pu jouir d'une certaine indépendance d'esprit grâce à sa position et à son énorme fortune, mais sa nature le pousse à flatter les forts et à courtiser les puissants. » Le prince a eu en sa propriété de l'immobilier à Odessa. Après la Révolution d'Octobre, il perd tous ses biens et émigre en France. Il meurt le 20 avril 1926 au sein de la clinique médicale du no 6, rue Piccini dans le 16e arrondissement de Paris, et est inhumé au cimetière des Batignolles (24e division).

## Famille

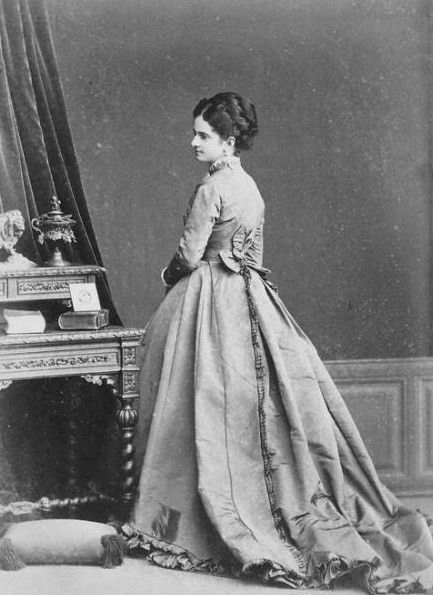
Photographie de la princesse Gortchakov, née princesse Sturdza.

Il épouse le 7 avril 1868 la princesse Marie Mikhaïlovna Sturdza (1849-21 février 1905), fille du hospodar moldave Mikhaïl Grigoriévitch Sturdza et de Smaranda Bogorida. D'après ses contemporains, la jeune princesse Sturdza était à dix-sept ans dotée d'une vive intelligence, mais sa mère « l'enlaidissait délibérément» ; elle ne pouvait la supporter et l'humiliait. Son mariage célébré à Paris en 1868 ne fut pas heureux. En 1886, la princesse demande la séparation et l'obtient grâce à ses relations dans les milieux phanariotes. Elle s'adresse directement au patriarche de Constantinople Joachim IV, ce que le Saint-Synode considére d'un mauvais œil, estimant qu'il s'agit d'une ingérence dans ses affaires. Bien que Pobiédonostsev ait adressé une note de protestation à Constantinople, le divorce est prononcé. Ayant enfin reçu une liberté tant attendue, la princesse vit à Paris et dans sa villa de Sorrente, où elle reçoit des hôtes de haut rang et des diplomates. Elle meurt de tuberculose à Monte-Carlo et est inhumée au cimetière orthodoxe de Baden-Baden auprès de son père. 
Enfants:
- Marie (1871-1924), dame de la Cour (freulin) (01.04.1890); elle épouse en premières noces le prince Alexis Alexandrovitch Koudachev[10] (1861-1901); et en secondes noces le publiciste de droite Nikolaï Briantchaninov (1874-1960). Après la Révolution, elle émigre avec ses filles en France. L'une d'elles, la princesse Poutiatine, entre dans les ordres et s'installa à Moscou, où le patriarche Alexis la consacra comme higoumène.
- Hélène (1873-1948), dame de la Cour (01.01.1893) ; elle épouse à Rome en 1901 le diplomate Vassili Vassiliévitch Soldationkov (1879-1944). Passionné de sport, il dépense des sommes folles pour ses automobiles, dont l'une fut baptisée « Lina » en l'honneur de la belle Lina Cavalieri, dont il a fait la conquête auparavant. « Les femmes étaient folles de lui », se souvient le prince Youssoupov, dans ses Mémoires. « C'était un homme intelligent, sportif et charmeur ». Le mariage n'a pas été heureux et se termina en 1913 par un divorce.
- Alexandre (1875-1916), capitaine de cavalerie, maréchal de la noblesse de l'ouïezd de Pereïaslavl. Il mourut à Petrograd de ses blessures de guerre.
- Boris (01.06.1879, Carlsruhe— ?),
- Mikhaïl (1880-1961), Kammerjunker, monarchiste dans les milieux de l'émigration, collectionneur d'art; marié à Natalia Kharitonenko, fille du millionnaire Pavel Kharitonenko, héritière du domaine Natalievka.

## Distinctions
- Ordre de Sainte-Anne, 2e classe
- Ordre de Saint-Vladimir 3e classe (1890)

Étrangères:
- Ordre de l'Immaculée Conception (Portugal), chevalier (1865)
- Ordre de la maison Ernestine (Saxe-Cobourg-Gotha), commandeur de 1re classe
- Ordre de la Couronne (Prusse), 3e cl. (1873)
- Ordre de François-Joseph (Autriche), commandeur, 2e cl. avec étoile (1874)

## Sources
- (ru) Almanach de la Cour de 1911, Saint-Pétersbourg, p. 102.
- (ru) Liste des rangs civils des trois premières classes de la table des rangs, Mise à jour le 1er septembre 1914, 1914, 298 pages.
- (ru) L. Mnoukhine, M. Avril, V. Losskaïa, Российское зарубежье во Франции 1919—2000. / Л. Мнухин, М. Авриль, В. Лосская, Moscou: éd. Naouka (Наука); Musée Tsvetaieva (Дом-музей Марины Цветаевой), 2008.

## Traduction
- (ru) Cet article est partiellement ou en totalité issu de l’article de Wikipédia en russe intitulé « Горчаков, Константин Александрович » (voir la liste des auteurs).